# Салезополіс
Салезополіс (порт. Salesópolis) — місто і муніципалітет бразильського штату Сан-Паулу. Складова частина міської агломерації Великий Сан-Паулу, однойменного мезорегіону та економіко-статистичного мікрорегіону Можі-дас-Крузіс. Населення становить 95 тис. чоловік (2007 рік, IBGE), муніципалітет займає площу 425 км². На півночі через муніципалітет протікає річка Тіете, що починається в муніципалітеті, тоді як південна частина дуже бугриста та вкрита щільними лісами.
| Бразилія | Це незавершена стаття з географії Бразилії. Ви можете допомогти проєкту, виправивши або дописавши її. |